# بحيرة اخنيفيس

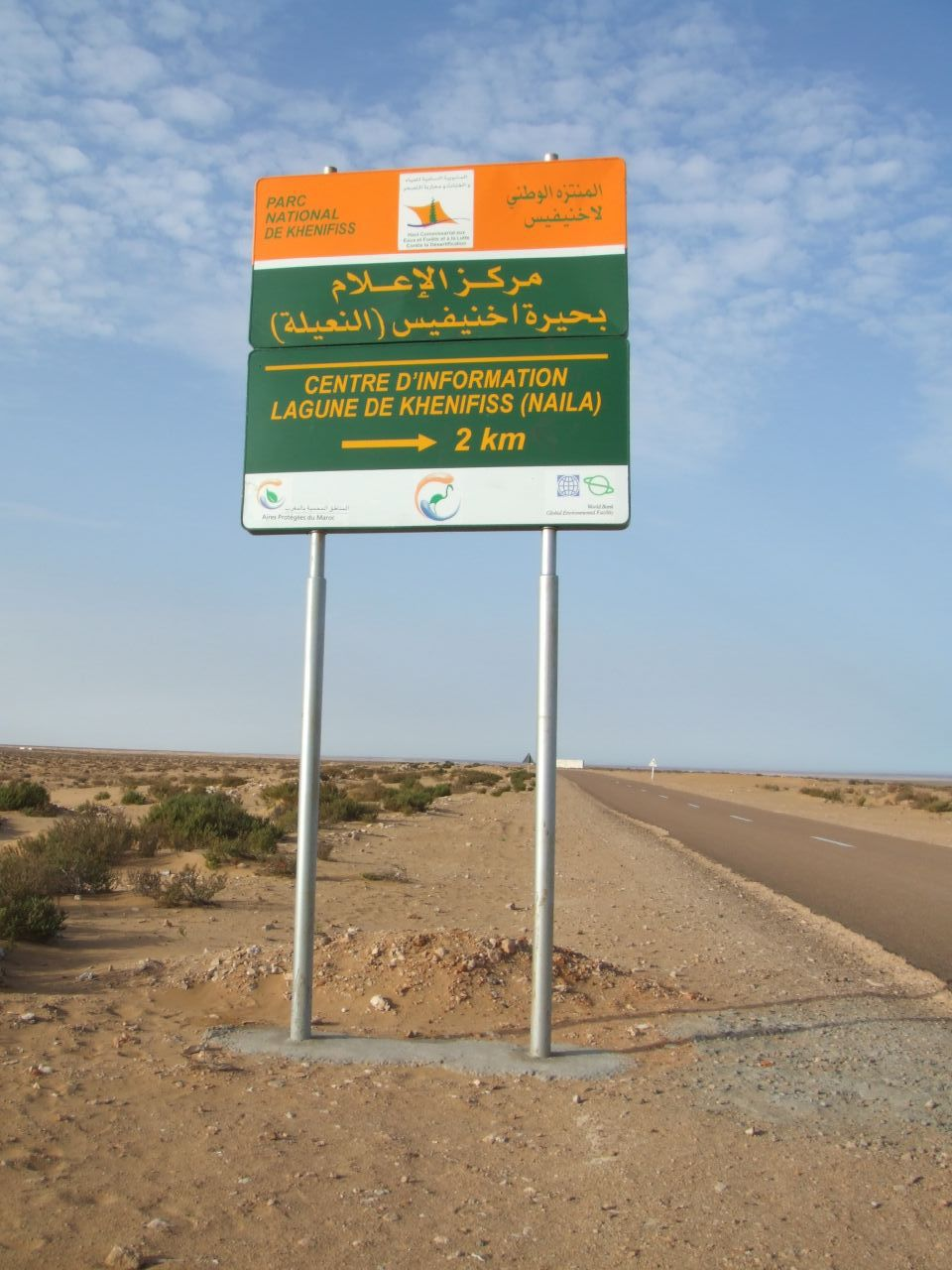
لوحة متنزه اخنيفيس الوطني

بحيرة النعيلة بالمنتزه الوطني لأخنيفيس هي بحيرة تأخد شكل دراع بحري يمتد طوله 20 كلم على الساحل الأطلسي بالجماعة القروية اخفنير، على مساحة تقدر ب 6500 هكتار، بين مدينتي طانطان شمالا بنحو 140 كلم، وطرفاية جنوبا بنحو 75 كلم بالجنوب المغربي، وعلى بعد 180 كلم شمال غرب العيون بجهة العيون بوجدور الساقية الحمراء.
التنوع البيولوجي بهذه المنطقة والغنى الطبيعي الذي تزخر به جعلها تستقبل سنويا آلاف الطيور المهاجرة التي تقدر بأزيد من 25.000 طائرا ينتمون إلى 211 صنف تتوافد بشكل منتظم على هذه المنطقة، من فصائل مختلفة متنوعة الموطن، بهدف التوالد والتعشيش والتغذية، تعتبر المحمية منطقة وصل في رحلة هذه الطيور بين شمال أوروباوأفريقيا الجنوبية وهو ما شجع على إقامة متنزه «أخنيفيس» سنة 2006 على مساحة 186 ألف هكتار. كما تعتبر ذات بعد حيوي نظرا لمواردها وقيمتها الإيكولوجية وتنوعها البيولوجي. ومزيجها البحري الصحراوي يعطيها طابعا منفردا وبعدا خاصا.
فالغنى الطبيعي الذي يزخر به هذا المنتزه، وخاصة على مستوى منطقته الرطبة المعروفة ب`«النعيلة», التي تستقبل سنويا آلاف الطيور المهاجرة، جعلت منه منطقة ذات اهتمام عالمي من طرف الاتفاقية الدولية للمناطق الرطبة المعروفة باتفاقية رامسار" التي صادق عليها المغرب سنة 1980.